# Dustin Brown (Tennisspieler)
Dustin Brown (* 8. Dezember 1984 in Celle) ist ein deutsch-jamaikanischer Tennisspieler. Bis 2010 sowie ab 2022 spielte er für Jamaika.

## Leben und Karriere

### Bis 2003: Werdegang und ATP-Debüt
Dustin Brown ist als Sohn eines jamaikanischen Vaters und einer deutschen Mutter geboren und wuchs in Winsen an der Aller auf. Mit elf Jahren zog er nach Montego Bay auf Jamaika. Dort begann er ab 2002 Turniere der ITF Future Tour zu spielen und stieg dadurch bis in die Top 600 der Weltrangliste auf. Im April 2003 trat Brown für Jamaika im Davis Cup an. Dabei verhalf er seinem Land durch vier Einzel- sowie drei Doppelsiege zum Aufstieg in die Gruppe II. Dies sollten seine bislang letzten Matches im Davis Cup sein, da es zum Streit mit dem jamaikanischen Tennisverband kam. Im Juli 2003 qualifizierte er sich in Newport erstmals für ein Turnier der ATP Tour, verlor jedoch in der ersten Runde gegen Bob Bryan.

### 2004–2009: Mit dem Wohnmobil zum ersten Challenger-Titel
Ende 2003 kehrte Brown nach seinem College-Abschluss nach Deutschland zurück und spielte von nun an Future-Turniere im europäischen Raum. Dabei reiste er in einem von seinen Eltern geschenkten Wohnmobil von Turnier zu Turnier. 2007 gelang ihm der erste Turniersieg bei einem Future-Turnier, 2008 folgte ein weiterer.
Das Jahr 2009 sollte das bis dato erfolgreichste für Dustin Brown werden: Nach seinem dritten Titel bei einem Future-Turnier im März 2009 konnte er im August 2009 in Samarkand seinen ersten Challenger-Titel gewinnen. Zudem erreichte er im Laufe des Jahres in Karlsruhe, Almaty, Eckental und Aachen noch vier weitere Challenger-Finals. Zum Jahresende wurde er in der Weltrangliste auf Platz 144 geführt.

### 2010–2011: Einstieg in die Top 100, Grand-Slam-Debüt und erster ATP-Titel im Doppel
Anfang 2010 konnte Brown bei den Australian Open erstmals an der Qualifikation zu einem Grand-Slam-Turnier teilnehmen, er scheiterte jedoch in der zweiten Qualifikationsrunde an Guillaume Rufin. Im Februar 2010 spielte er in Johannesburg zum zweiten Mal in seiner Karriere in der Hauptrunde eines Turniers der ATP Tour. Hier gelang ihm nach Siegen über den Weltranglisten-53. Marco Chiudinelli sowie Laurent Recouderc der Einzug ins Viertelfinale, wo er gegen den späteren Finalisten Stéphane Robert verlor. Zwei Monate später erlangte er ebenfalls in Johannesburg durch einen Finalsieg über Izak van der Merwe den zweiten Triumph bei einem Challenger-Turnier, wodurch er erstmals in seiner Karriere in die Top 100 der Weltrangliste einstieg. Im Juni 2010 nahm Brown am ATP-Turnier im Londoner Queen’s Club teil. Dort besiegte er in der ersten Runde Frank Dancevic, unterlag dann jedoch Denis Istomin. Daraufhin nahm er am Boodles-Challenge-Vorbereitungsturnier teil, wo er nach Siegen über Fernando Verdasco und Tommy Robredo erst im Finale von Gaël Monfils gestoppt werden konnte. Aufgrund seiner Weltranglistenposition war Brown in Wimbledon direkt qualifiziert, unterlag jedoch in seinem ersten Grand-Slam-Match in vier Sätzen dem an Position 16 gesetzten Jürgen Melzer. Eine Woche nach Wimbledon spielte Brown beim Rasenturnier von Newport, und konnte dort nach Siegen über Björn Phau und den topgesetzten Sam Querrey zum zweiten Mal das Viertelfinale eines ATP-Turniers erreichen, wo er jedoch gegen den Argentinier Brian Dabul ausschied. In Gstaad erreichte er zusammen mit George Bastl das Halbfinale im Doppel. Bei den Austrian Open in Kitzbühel, die 2010 zur Challenger-Tour gehören, besiegte Dustin Brown in der ersten Runde den mittlerweile 42 Jahre alten ehemaligen Weltranglistenersten Thomas Muster, ehe er in der zweiten Runde verlor. Er gewann aber im Doppel an der Seite von Rogier Wassen den bereits vierten Challenger-Titel innerhalb von knapp vier Monaten. In der ersten Runde der US Open gegen Rubén Ramírez Hidalgo konnte Brown in drei knappen Sätzen seinen ersten Sieg bei einem Grand-Slam-Turnier feiern. In der zweiten Runde traf er auf den Weltranglistenvierten Andy Murray, gegen den er klar in drei Sätzen verlor. Im September 2010 gewann Brown in Stettin mit Rogier Wassen seinen fünften Doppel-Challenger-Titel in dieser Saison. Beim ATP-Turnier von Metz konnte er im Doppelfinale zusammen mit Wassen die brasilianische Paarung Marcelo Melo und Bruno Soares glatt in zwei Sätzen besiegen und somit seinen ersten ATP-Titel gewinnen. Im Oktober 2010 erreichte er bei den Challenger-Turnieren von Mons und Taschkent jeweils das Halbfinale im Einzel. Im Doppel von Montpellier verlor er wenig später im Halbfinale. Ende Oktober 2010 gab Brown bekannt, dass er von nun an für Deutschland spielen wird. Nach einer weiteren Halbfinalteilnahme in Eckental erreichte Brown wie schon im Vorjahr in Aachen das Finale, wo er gegen Igor Sijsling seinen zweiten Einzeltitel in diesem Jahr gewann. Dadurch erreichte er mit Rang 92 seine bis dato beste Platzierung in der Weltrangliste. Zum Jahresabschluss gewann Brown zusammen mit Martin Emmrich in Helsinki seinen sechsten Challenger-Doppeltitel in diesem Jahr.
Bei seinem Australian-Open-Debüt verlor Brown Anfang 2011 gegen den an Position 25 gesetzten Albert Montañés in fünf Sätzen. Anfang Februar 2011 trat Dustin Brown wie schon im Vorjahr beim ATP-Turnier von Johannesburg an. Dort setzte er sich in der ersten Runde gegen den an Position 5 gesetzten Florent Serra durch, verlor aber dann überraschend in drei Sätzen gegen Izak van der Merwe. Nachdem er beim Challenger-Turnier in Johannesburg im Halbfinale erneut gegen van der Merwe verlor und somit seinen Titel nicht verteidigen konnte, fiel Dustin Brown wieder aus den Top 100 heraus. Für das ATP-Turnier in München erhielt er eine Wildcard und schaltete in der ersten Runde den an Position 2 gesetzten Stan Wawrinka in drei Sätzen aus, ehe er gegen Radek Štěpánek verlor. Der Sieg gegen Wawrinka blieb Browns vorerst letzter Einzelsieg auf ATP-Level: Bei den folgenden Turnieren verlor er stets in der ersten Runde. Im Doppel lief es etwas besser: Dort konnte er bei den French Open zusammen mit Michael Kohlmann das Achtelfinale erreichen, zudem kam er bei mehreren ATP-Turnieren mit wechselnden Partnern jeweils ins Viertelfinale. Im August 2011 erreichte Brown im Einzel zwei Challenger-Viertelfinals. Im Doppel konnte er zusammen mit Lovro Zovko in Manerbio den ersten Saisontitel gewinnen. Nur zwei Wochen später gewann er in Genua an der Seite von Horacio Zeballos den zweiten Titel. In den letzten drei Monaten des Jahres schied Dustin Brown im Einzel bei sechs von acht Challenger-Turnieren in der ersten Runde aus und erreichte zwei Viertelfinals. Dadurch fiel er in der Weltrangliste zurück bis auf Rang 180. Im Doppel konnte er zusammen mit Zovko in St. Ulrich in Gröden noch einen weiteren Titel gewinnen und beendete das Jahr auf Platz 67 der Doppel-Weltrangliste.

### 2012–2013: Zweiter ATP-Doppeltitel
Das Jahr 2012 begann für Dustin Brown im Einzel mit mehreren Erstrundenniederlagen bei Challenger- und ATP-Qualifikationsturnieren. Im Doppel lief es hingegen besser: Im Februar 2012 erreichte er beim ATP-Turnier in Montpellier zusammen mit Lovro Zovko das Halbfinale. Drei Wochen später trat er in Marseille zusammen mit dem Top-10-Spieler Jo-Wilfried Tsonga an, mit dem er zum zweiten Mal in seiner Karriere ein ATP-Finale erreichen konnte. Dort verloren sie jedoch knapp in drei Sätzen gegen Nicolas Mahut und Édouard Roger-Vasselin. Im März konnte Brown in Sarajevo erstmals in diesem Jahr wieder ein Challenger-Halbfinale im Einzel erreichen, dort verlor er jedoch gegen Jan Hernych. Im Doppel gewann er dagegen zusammen mit Jonathan Marray den Titel, nachdem die beiden in den vorigen Wochen zwei Challenger-Finals jeweils knapp verloren hatten. Eine Woche später zog Brown in Bath durch einen Sieg über den Top-100-Spieler Andreas Beck erneut in ein Challenger-Halbfinale ein und konnte daraufhin auch das Finale erreichen. Dort gewann er in zwei Sätzen gegen Jan Mertl und sicherte sich somit seinen vierten Challenger-Titel im Einzel. Im April 2012 schied Dustin Brown beim ATP-Turnier in Casablanca im Einzel bereits in der Qualifikation aus, im Doppel hingegen stand er zusammen mit Paul Hanley im Hauptfeld. Dort besiegten die beiden, die zuvor noch nie zusammen in einem offiziellen Turnier gespielt hatten, zunächst die topgesetzten František Čermák und Filip Polášek und marschierten anschließend bis ins Finale durch, wo sie sich in zwei Sätzen gegen Daniele Bracciali und Fabio Fognini durchsetzten und somit den Titel gewannen. Einen Monat später gelang Brown beim ATP-Turnier in München die Qualifikation und nach einem Erstrundensieg über Daniel Brands verpasste er im Achtelfinale gegen den an Position 8 gesetzten Marcos Baghdatis knapp einen Überraschungssieg. Im Doppel erreichte er an der Seite von Alexander Waske das Halbfinale.
Am 26. Juni 2013 zog Dustin Brown in Wimbledon nach dem Sieg über Lleyton Hewitt erstmals in seiner Karriere in die dritte Runde eines Grand-Slam-Turniers ein.

### Seit 2014

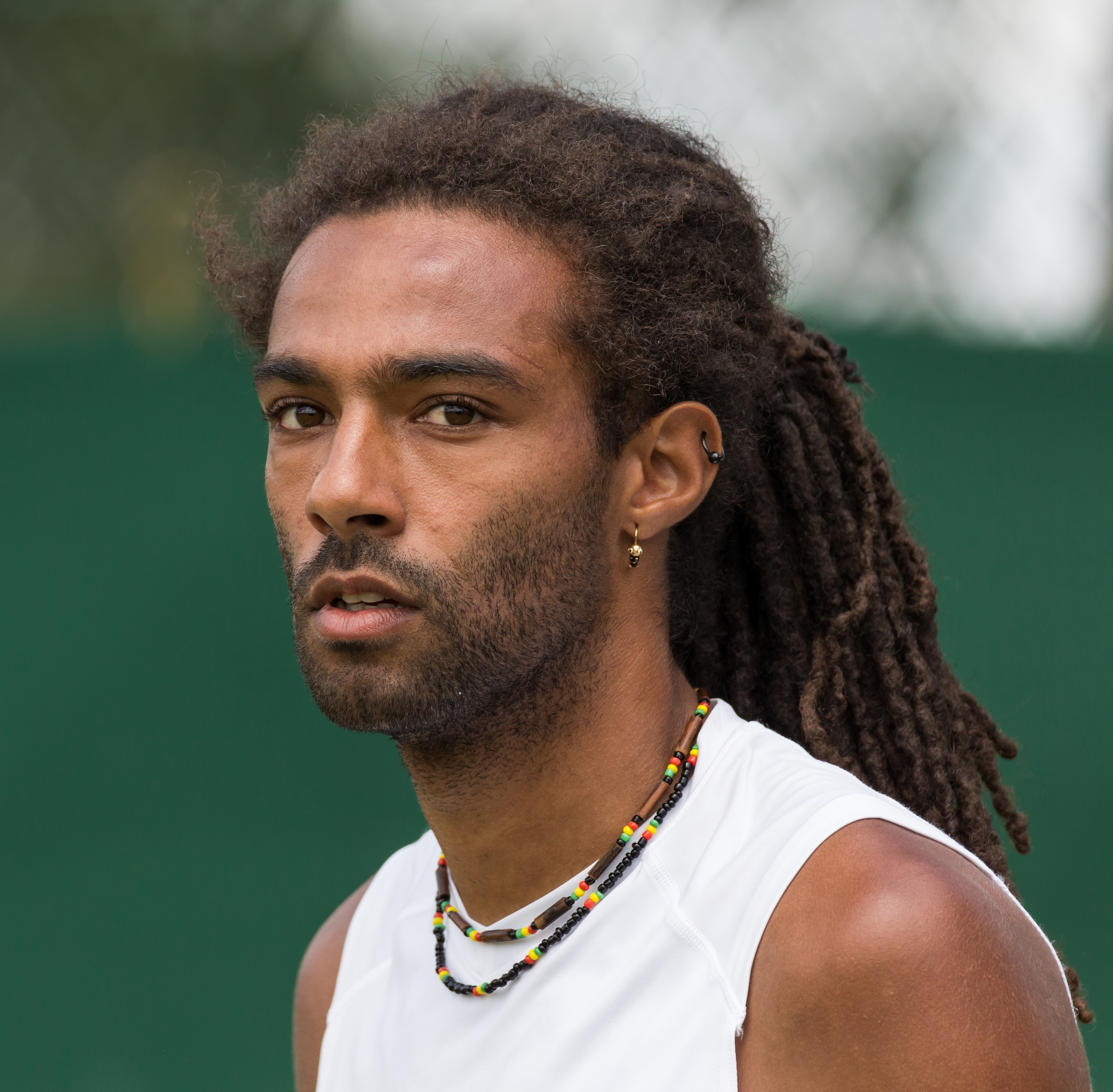
Dustin Brown während der Qualifikation von Wimbledon im Jahr 2015

In Doha, einem Vorbereitungsturnier zu den Australian Open, kam Brown zu Jahresbeginn nach überstandener Qualifikation ins Viertelfinale des Turniers. Dort unterlag er Peter Gojowczyk in drei Sätzen mit 3:6, 6:3 und 6:75.
Beim Turnier in Halle besiegte er im Achtelfinale den damaligen Weltranglistenersten Rafael Nadal mit 6:4 und 6:1. Brown hatte den Start bei diesem Turnier einer Wildcard zu verdanken. In Stettin gewann er das Challenger-Turnier mit einem Finalsieg gegen Jan-Lennard Struff.
Bei den Wimbledon Championships 2015 bezwang Dustin Brown in der zweiten Runde erneut Nadal, diesmal mit 7:5, 3:6, 6:4, 6:4. Dadurch zog er zum zweiten Mal in die dritte Runde von Wimbledon ein. In Runde drei scheiterte er an Viktor Troicki mit 4:6, 6:73, 6:4, 3:6.
2016 gewann Brown in Manchester auf Rasen das Challenger-Turnier in Manchester. Bei den Olympischen Spielen 2016 in Rio de Janeiro musste Dustin Brown aufgrund einer Knöchelverletzung in der ersten Runde aufgeben.
2019 gewann er das Challenger-Turnier in Sophia Antipolis. Beim Mercedes Cup in Stuttgart besiegte er nach überstandener Qualifikation im Achtelfinale den an Nummer eins gesetzten Alexander Zverev. Im Viertelfinale scheiterte er nach eigenem Matchball mit 6:7 (3:7), 7:6 (7:2), 6:7 (3:7) an Félix Auger-Aliassime.
2022 wechselte Brown seine Nationalität wieder zurück zur jamaikanischen. Er gab dazu an, dies für seinen Vater getan zu haben.

### Davis Cup
Nach einem Streit mit dem jamaikanischen Tennisverband hat Brown nicht mehr für Jamaika im Davis Cup gespielt. Da seine Großmutter Engländerin ist, bekundete Brown im Juni 2010 Interesse, beim Davis Cup für Großbritannien antreten zu wollen. Im Oktober 2010 nahm Brown jedoch die deutsche Staatsangehörigkeit an und trat von da an unter deutscher Flagge auf der Tour an. In der Saison 2015 debütierte er für die deutsche Davis-Cup-Mannschaft.

## Besonderheiten
Auf dem Platz fällt Dustin Brown durch seine Dreadlocks auf, die seit 1996 keinen Schnitt mehr erhielten, sowie durch sein extrovertiertes Auftreten – dies brachte ihm in der Presse Beschreibungen wie „Paradiesvogel“ oder „verrücktester Tennisprofi“. Er ist ein Serve-and-Volley-Spieler und nennt Rasen als seinen Lieblingsbelag. Eine Stärke ist seine Schnelligkeit.
Mit Rang 98 in der Weltrangliste war Dustin Brown im Juli 2010 der am besten platzierte jamaikanische Tennisspieler aller Zeiten. Zuvor war Richard Russell der beste Jamaikaner gewesen: Dieser hatte zwischen 1968 und 1974 an mehreren Grand-Slam-Turnieren teilgenommen und in der Weltrangliste im August 1973 Platz 140 erreicht. Browns beste Platzierung war zwar Platz 64 (10. Oktober 2016), zu dieser Zeit spielte er aber für Deutschland.

## Erfolge
| Legende (Anzahl der Siege)  |
| Grand Slam                  |
| ATP World Tour Finals       |
| ATP World Tour Masters 1000 |
| ATP World Tour 500          |
| ATP World Tour 250 (2)      |
| ATP Challenger Tour (34)    |

| ATP-Titel nach Belag |
| Hartplatz (1)        |
| Sand (1)             |
| Rasen (0)            |

### Einzel

#### Turniersiege

##### ATP Challenger Tour
| Nr. | Datum              | Turnier      | Belag         | Finalgegner                 | Ergebnis  |
| --- | ------------------ | ------------ | ------------- | --------------------------- | --------- |
| 1.  | 15. August 2009    | Samarqand    | Sand          | Jonathan Dasnières de Veigy | 7:63, 6:3 |
| 2.  | 18. April 2010     | Johannesburg | Hartplatz     | Izak van der Merwe          | 7:62, 6:3 |
| 3.  | 14. November 2010  | Aachen       | Teppich (i)   | Igor Sijsling               | 6:3, 7:63 |
| 4.  | 25. März 2012      | Bath         | Hartplatz (i) | Jan Mertl                   | 7:61, 6:4 |
| 5.  | 8. September 2013  | Genua        | Sand          | Filippo Volandri            | 7:65, 6:3 |
| 6.  | 14. September 2014 | Stettin      | Sand          | Jan-Lennard Struff          | 6:4, 6:3  |
| 7.  | 5. Juni 2016       | Manchester   | Rasen         | Lu Yen-hsun                 | 7:65, 6:1 |
| 8.  | 7. April 2019      | Biot         | Sand          | Filip Krajinović            | 6:3, 7:5  |

### Doppel

#### Turniersiege

##### ATP World Tour
| Nr. | Datum              | Turnier    | Belag         | Partner       | Finalgegner                     | Ergebnis |
| --- | ------------------ | ---------- | ------------- | ------------- | ------------------------------- | -------- |
| 1.  | 26. September 2010 | Metz       | Hartplatz (i) | Rogier Wassen | Marcelo Melo Bruno Soares       | 6:3, 6:3 |
| 2.  | 14. April 2012     | Casablanca | Sand          | Paul Hanley   | Daniele Bracciali Fabio Fognini | 7:5, 6:3 |

##### ATP Challenger Tour
| Nr. | Datum              | Turnier              | Belag         | Partner            | Finalgegner                              | Ergebnis           |
| --- | ------------------ | -------------------- | ------------- | ------------------ | ---------------------------------------- | ------------------ |
| 1.  | 20. September 2009 | Banja Luka           | Sand          | Rainer Eitzinger   | Ismar Gorčić Simone Vagnozzi             | 6:4, 6:3           |
| 2.  | 4. April 2010      | Neapel (1)           | Sand          | Jesse Witten       | Rohan Bopanna Aisam-ul-Haq Qureshi       | 7:64, 7:5          |
| 3.  | 2. Mai 2010        | Rhodos               | Hartplatz     | Simon Stadler      | Jonathan Marray Jamie Murray             | 7:64, 6:74, [10:7] |
| 4.  | 6. Juni 2010       | Fürth                | Sand          | Rameez Junaid      | Martin Emmrich Joseph Sirianni           | 6:3, 6:1           |
| 5.  | 8. August 2010     | Kitzbühel            | Sand          | Rogier Wassen      | Hans Podlipnik-Castillo Max Raditschnigg | 3:6, 7:5, [10:7]   |
| 6.  | 18. September 2010 | Stettin (1)          | Sand          | Rogier Wassen      | Rameez Junaid Philipp Marx               | 6:4, 7:5           |
| 7.  | 28. November 2010  | Helsinki             | Hartplatz (i) | Martin Emmrich     | Henri Kontinen Jarkko Nieminen           | 7:617, 0:6, [10:7] |
| 8.  | 28. August 2011    | Manerbio             | Sand          | Lovro Zovko        | Alessio di Mauro Alessandro Motti        | 7:64, 7:5          |
| 9.  | 11. September 2011 | Genua (1)            | Sand          | Horacio Zeballos   | Jordan Kerr Travis Parrott               | 6:2, 7:5           |
| 10. | 13. November 2011  | St. Ulrich in Gröden | Teppich (i)   | Lovro Zovko        | Philipp Petzschner Alexander Waske       | 6:4, 7:64          |
| 11. | 17. März 2012      | Sarajevo             | Hartplatz (i) | Jonathan Marray    | Michal Mertiňák Igor Zelenay             | 7:62, 2:6, [11:9]  |
| 12. | 21. April 2012     | Rom                  | Sand          | Jonathan Marray    | Andrei Dăescu Florin Mergea              | 6:4, 7:60          |
| 13. | 3. November 2013   | Eckental (1)         | Teppich (i)   | Philipp Marx       | Piotr Gadomski Mateusz Kowalczyk         | 7:64, 6:2          |
| 14. | 13. September 2014 | Stettin (2)          | Sand          | Jan-Lennard Struff | Tomasz Bednarek Igor Zelenay             | 6:2, 6:4           |
| 15. | 8. Mai 2015        | Rom                  | Sand          | František Čermák   | Andrés Molteni Marco Trungelliti         | 6:1, 6:2           |
| 16. | 23. August 2015    | Meerbusch            | Sand          | Rameez Junaid      | Wesley Koolhof Matwé Middelkoop          | 6:4, 7:5           |
| 17. | 25. Oktober 2015   | Las Vegas            | Hartplatz     | Carsten Ball       | Dean O’Brien Ruan Roelofse               | 3:6, 6:3, [10:6]   |
| 18. | 2. September 2018  | Como                 | Sand          | Andre Begemann     | Martin Kližan Filip Polášek              | 3:6, 6:4, [10:5]   |
| 19. | 5. Januar 2019     | Nouméa               | Hartplatz     | Donald Young       | André Göransson Sem Verbeek              | 7:5, 6:4           |
| 20. | 7. November 2020   | Eckental (2)         | Teppich (i)   | Antoine Hoang      | Lloyd Glasspool Alex Lawson              | 6:78, 7:5, [13:11] |
| 21. | 11. September 2021 | Tulln                | Sand          | Andrea Vavassori   | Rafael Matos Felipe Meligeni Alves       | 7:65, 6:1          |
| 22. | 10. Oktober 2021   | Neapel (2)           | Sand          | Andrea Vavassori   | Mirza Bašić Nino Serdarušić              | 7:5, 7:65          |
| 23. | 28. Mai 2022       | Troisdorf            | Sand          | Evan King          | Hendrik Jebens Piotr Matuszewski         | 6:4, 7:5           |
| 24. | 6. August 2022     | Cordenons            | Sand          | Andrea Vavassori   | Ivan Sabanov Matej Sabanov               | 6:4, 7:5           |
| 25. | 17. September 2022 | Stettin (3)          | Sand          | Andrea Vavassori   | Roman Jebavý Adam Pavlásek               | 6:4, 5:7, [10:8]   |
| 26. | 25. September 2022 | Genua (2)            | Sand          | Andrea Vavassori   | Roman Jebavý Adam Pavlásek               | 6:2, 6:2           |

#### Finalteilnahmen

##### ATP World Tour
| Nr. | Datum            | Turnier    | Belag         | Partner            | Finalgegner                          | Ergebnis           |
| --- | ---------------- | ---------- | ------------- | ------------------ | ------------------------------------ | ------------------ |
| 1.  | 26. Februar 2012 | Marseille  | Hartplatz (i) | Jo-Wilfried Tsonga | Nicolas Mahut Édouard Roger-Vasselin | 6:3, 3:6, [6:10]   |
| 2.  | 28. Juli 2012    | Kitzbühel  | Sand          | Paul Hanley        | František Čermák Julian Knowle       | 6:74, 6:3, [10:12] |
| 3.  | 14. April 2013   | Casablanca | Sand          | Christopher Kas    | Julian Knowle Filip Polášek          | 3:6, 2:6           |
| 4.  | 16. April 2017   | Houston    | Sand          | Frances Tiafoe     | Julio Peralta Horacio Zeballos       | 6:4, 5:7, [6:10]   |